# Laubrières
Laubrières – miejscowość i gmina we Francji, w regionie Kraj Loary, w departamencie Mayenne.
Według danych na rok 2010 gminę zamieszkiwało 315 osób, a gęstość zaludnienia wynosiła 37 osób/km².